# Hermannshöh
Hermannshöh ist ein Wohnplatz in der Gemeinde Schalksmühle im Märkischen Kreis im Regierungsbezirk Arnsberg in Nordrhein-Westfalen (Deutschland).

## Lage
Hermannshöh liegt oberhalb von dem größeren Ortsteil Strücken am Westhang des Volmetals nahe der Stadtgrenze zu Lüdenscheid. Die Bahnstrecke Hagen–Dieringhausen führt unterhalb am Ort im Tal vorbei, auf der anderen Flussseite wurde die Bundesstraße 54 trassiert.
Weitere Nachbarorte sind Halverscheiderohl, Lauenscheiderohl, Schlöten, Nöllenhammer, Niederworth, Niederwippekuhl, Wippekühl und die Wüstung Worth, sowie Hammerhaus, Linnepermühle, Lehmecke, Linnepe und Solmecke auf Lüdenscheider Stadtgebiet.
Durch die heranwachsende Wohnbebauung Strückens verlor der Ort ab Mitte des 20. Jahrhunderts seine eigenständige Lage. 

## Geschichte
Das zunächst der Landgemeinde und dem Amt Halver angehörige Hermannshöh wurde erstmals im Jahr 1900 urkundlich erwähnt und entstand vermutlich nur unwesentlich früher um 1890.
Der Ort ist auf der Preußischen Neuaufnahme von 1892 auf Messtischblättern der TK25 unbeschriftet verzeichnet, ab der Ausgabe 1921 dann durchgehend als Hermannshöh beschriftet.
Das Gemeindelexikon für die Provinz Westfalen gibt 1905 für Hermannshöh eine Zahl von elf Einwohnern an, die in einem Wohnhaus lebten.
Am 1. Oktober 1912 wurde der Bereich um den Ort aus der Gemeinde Halver ausgegliedert und der neu gegründeten Gemeinde Schalksmühle zugewiesen.